# Brady Corbet

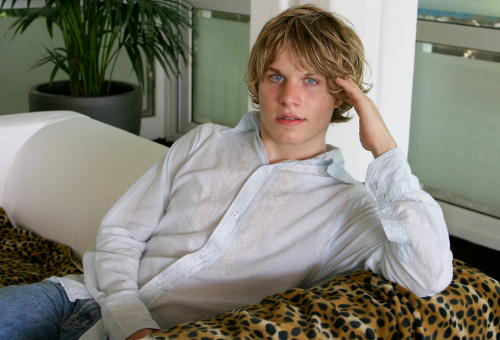
Brady Corbet 2004.

Brady Corbet, född 17 augusti 1988 i Scottsdale i Arizona, är en amerikansk skådespelare, filmregissör och manusförfattare.
Som skådespelare har Corbet medverkat i bland annat filmerna Thunderbirds, Tretton, Melancholia och Mysterious Skin. Han har också medverkat i ett avsnitt av Kungen av Queens och några avsnitt av 24.
Som regissör har han bland annat regisserat Vox Lux (2018) och Brutalisten (2024).

## Filmografi (urval)
- 2000 – Kungen av Queens, avsnitt Big Dougie (gästroll i TV-serie)
- 2003 – Tretton
- 2004 – Thunderbirds
- 2004 – Mysterious Skin
- 2006 – 24 (TV-serie)
- 2011 – Melancholia
- 2014 – Clouds of Sils Maria